# Leoncin (gromada)
Leoncin – dawna gromada, czyli najmniejsza jednostka podziału terytorialnego Polskiej Rzeczypospolitej Ludowej w latach 1954–1972.
Gromady, z gromadzkimi radami narodowymi (GRN) jako organami władzy najniższego stopnia na wsi, funkcjonowały od reformy reorganizującej administrację wiejską przeprowadzonej jesienią 1954 do momentu ich zniesienia z dniem 1 stycznia 1973, tym samym wypierając organizację gminną w latach 1954–1972.
Gromadę Leoncin z siedzibą GRN w Leoncinie utworzono – jako jedną z 8759 gromad na obszarze Polski – w powiecie nowodworskim w woj. warszawskim, na mocy uchwały nr VI/10/9/54 WRN w Warszawie z dnia 5 października 1954. W skład jednostki weszły obszary dotychczasowych gromad Leoncin, Gać, Gniewniewice, Gniewniewice Nowe, Gniewniewice Stare, Michałów, Teofile, Wilków Nowy, Wilków Polski, Wilków n/Wisłą i Wincentówek ze zniesionej gminy Leoncin w tymże powiecie. Dla gromady ustalono 14 członków gromadzkiej rady narodowej.
1 stycznia 1959 do gromady Leoncin przyłączono obszar zniesionej gromady Głusk w tymże powiecie.
31 grudnia 1961 do gromady Leoncin włączono obszar zniesionej gromady Secymin Polski (bez wsi Piaski Duchowne i Piaski Królewskie) w tymże powiecie.
Gromada przetrwała do końca 1972 roku, czyli do kolejnej reformy gminnej. 1 stycznia 1973 w powiecie nowodworskim reaktywowano gminę Leoncin.